# Андреас Сепи
Андреас Сепи (итал. Andreas Seppi; рођен 21. фебруара 1984. године у граду Болцано, Италија) је италијански тенисер. У каријери је на шљаци постизао добре резултате. Најбољи пласман на АТП листи му је осамнаесто место. Сепи је освојио Отворено првенство Србије у тенису 2012. године победивши у финалу Француза Беноу Пера. Исте године је био поражен од првог тенисера света Новака Ђоковића у осмини финала Ролан Гароса. Био је то први Сепијев пласман у осмину финала неког гренд слема.
У јануару 2015. победио је Роџера Федерера у трећем колу Аустралије.

## АТП финала

### Појединачно: 10 (3:7)
| Легенда                        |
| ------------------------------ |
| Гренд слем турнири (0:0)       |
| Завршно првенство сезоне (0:0) |
| АТП мастерс 1000 (0:0)         |
| АТП 500 (0:1)                  |
| АТП 250 (3:6)                  |

| Финала по подлози |
| ----------------- |
| Тврда (1:4)       |
| Шљака (1:1)       |
| Трава (1:2)       |

| Финала по локацији |
| ------------------ |
| Отворено (2:4)     |
| Дворана (1:3)      |

| Исход     | Бр. | Датум               | Турнир                | Подлога   | Противник             | Резултат                     |
| --------- | --- | ------------------- | --------------------- | --------- | --------------------- | ---------------------------- |
| Финалиста | 1.  | 15. јул 2007.       | Гштад, Швајцарска     | Шљака     | Пол-Анри Матје        | 7:6(7:1), 4:6, 5:7           |
| Победник  | 1.  | 18. јун 2011.       | Истборн, В. Британија | Трава     | Јанко Типсаревић      | 7:6(7:5), 3:6, 5:3 (предаја) |
| Победник  | 2.  | 6. мај 2012.        | Београд, Србија       | Шљака     | Беноа Пер             | 6:3, 6:2                     |
| Финалиста | 2.  | 23. јун 2012.       | Истборн, В. Британија | Трава     | Енди Родик            | 3:6, 2:6                     |
| Финалиста | 3.  | 23. септембар 2012. | Мец, Француска        | Тврда (д) | Жо-Вилфрид Цонга      | 1:6, 2:6                     |
| Победник  | 3.  | 21. октобар 2012.   | Москва, Русија        | Тврда (д) | Томаз Белучи          | 3:6, 7:6(7:3), 6:3           |
| Финалиста | 4.  | 8. фебруар 2015.    | Загреб, Хрватска      | Тврда (д) | Гиљермо Гарсија-Лопез | 6:7(4:7), 3:6                |
| Финалиста | 5.  | 21. јун 2015.       | Хале, Немачка         | Трава     | Роџер Федерер         | 6:7(1:7), 4:6                |
| Финалиста | 6.  | 12. јануар 2019.    | Сиднеј, Аустралија    | Тврда     | Алекс де Минор        | 5:7, 6:7(5:7)                |
| Финалиста | 7.  | 16. фебруар 2020.   | Њујорк, САД           | Тврда (д) | Кајл Едмунд           | 5:7, 1:6                     |

### Парови: 7 (1:6)
| Легенда                        |
| ------------------------------ |
| Гренд слем турнири (0:0)       |
| Завршно првенство сезоне (0:0) |
| АТП мастерс 1000 (0:0)         |
| АТП 500 (1:2)                  |
| АТП 250 (0:4)                  |

| Финала по подлози |
| ----------------- |
| Тврда (1:3)       |
| Шљака (0:1)       |
| Трава (0:1)       |
| Тепих (0:1)       |

| Финала по локацији |
| ------------------ |
| Отворено (1:5)     |
| Дворана (0:1)      |

| Исход     | Бр. | Датум             | Турнир                | Подлога   | Партнер          | Противници                       | Резултат          |
| --------- | --- | ----------------- | --------------------- | --------- | ---------------- | -------------------------------- | ----------------- |
| Финалиста | 1.  | 5. фебруар 2006.  | Загреб, Хрватска      | Тепих (д) | Давид Сангвинети | Јарослав Левински Михал Мертинак | 6:7(7:9), 1:6     |
| Финалиста | 2.  | 18. јул 2010.     | Бостад, Шведска       | Шљака     | Симоне Вагноци   | Роберт Линдстед Орија Текау      | 4:6, 5:7          |
| Финалиста | 3.  | 10. октобар 2010. | Токио, Јапан          | Тврда     | Дмитриј Турсунов | Ерик Буторак Жан-Жилијен Ројер   | 3:6, 2:6          |
| Финалиста | 4.  | 7. јануар 2011.   | Доха, Катар           | Тврда     | Данијеле Брачали | Рафаел Надал Марк Лопез          | 3:6, 6:7(4:7)     |
| Финалиста | 5.  | 19. јун 2011.     | Истборн, В. Британија | Трава     | Григор Димитров  | Јонатан Ерлих Анди Рам           | 3:6, 3:6          |
| Финалиста | 6.  | 6. октобар 2013.  | Пекинг, Кина          | Тврда     | Фабио Фоњини     | Макс Мирни Орија Текау           | 4:6, 2:6          |
| Победник  | 1.  | 27. фебруар 2016. | Дубаи, УАЕ            | Тврда     | Симоне Болели    | Фелисијано Лопез Марк Лопез      | 6:2, 3:6, [14:12] |